# マツブサ
マツブサ（松房、学名: Schisandra repanda）はマツブサ科マツブサ属に属する落葉性つる性木本の1種である（図1）。樹皮はマツのように割れており、つるを切ると松脂のような匂いがする。雌雄異株、5 - 7月ごろに黄白色の花をつけ、果実は青黒い液果でブドウの房状につく。本州から九州および済州島に分布している。 
マツブサ (松房) の名は、樹皮がマツのように割れており、果実がブドウの房のように垂れ下がることに由来するとされる。またつるを傷つけると松脂のような匂いがするから名づけられたとする説もある。ウシブドウ (牛葡萄) やマツブドウ (松葡萄)、ワタカズラ (仙人掌)、クロミノマツブサ (黒実松房)、ヤワズル、ヤワラヅル (柔蔓)、モチカズラなどの別名もある。浴湯料ともされ、また松藤（ショウトウ）とよばれる生薬になる。

## 特徴
落葉性のつる性木本であり、右から左巻きに他の木などに巻き付きながら長く伸びる（図1）。つるの直径は2センチメートル (cm) ほどまで太くなり、つるを折ると松脂のような匂いがする。樹皮は茶褐色、コルク質が発達して縦に割れ、弾力があることから、軟らかく若いつるは縄の代用にもされた。
葉は互生し、長枝には離れてつき、短枝の先には3 - 8枚がまとまって放射状につく。葉身は卵形から広楕円形、長さ3.5 - 8.5 cm、幅 2.5 - 5.5 cm、先は短く尖り、基部は円形ないし広いくさび形、葉縁に3 - 5個の波状鋸歯がある。葉は裏表とも無毛であり、表面の葉脈はくぼまない。葉質は厚く、表面は緑色で光沢があり滑らか、裏面は淡緑色、特に裏面が白色がかるものは品種ウラジロマツブサ (Schisandra repanda f. hypoleuca) とすることがある。側脈は3 - 6対あるが、目立たない。葉柄は長さ 2 - 5 cm、ふつう葉身長の半分以上。
雌雄異株で花期は5 - 7月。短枝の鱗片腋から垂れ下がった長さ 2 - 7 cm の花柄 (雌花の花柄の方が長い) の先に、直径 1 cmほどで芳香がある花がつく。花被片は萼片と花弁の区別が無く、6 - 12枚、楕円形、1.6 - 8.6 × 1.9 - 6.4 ミリメートル (mm)、黄白色。雄花の雄しべは5個、花糸が合着してその上に葯がつく。花粉は6溝粒。雌花は、花托上にらせん状についた12–17個の離生した雌しべをもつ。
花後に花托が伸長するため、個々の果実は離れてブドウの房状の集合果 (長さ 4.5 - 6.5 cm) になる。果実は液果、8 - 9月ごろに黒藍色に熟し、集合果内で大きさは6 - 13 mmの球形で、それぞれ1 - 2個の腎臓形の種子を含む。果実にも松脂のような匂いがある。種子は 4.7 - 6.0 × 3.6 - 4.8 mm、表面にイボ状の突起がある。染色体数は 2n = 28。

## 分布・生態
北海道南部から九州、韓国 (済州島) に分布している。
山林や丘陵地の林内や林縁に、樹木に絡みついて生える。

## 利用
生薬としては、秋につると葉を採取して細かく刻んで天日乾燥させたものが「松藤（しょうとう）」とよばれ、浴湯料として用いて神経痛やリウマチに効果があるとされる。
果実は薬用、食用にされ、松脂のような匂いがあるが、ブドウに似た甘く酸味があって食べることもでき、果実酒やお茶、ジャムにされる。エビヅルやサンカクヅルに比べて果実が大きく、生食でおいしく食べられる。同属のチョウセンゴミシ（五味子）と同様に鎮咳、強壮効果もあるといわれる。長野県箕輪町では品種登録したマツブサを栽培し、特産品としてワインやジュースの原料としている。伊那地方ではマツブサは「ごむし」とよばれ、このようなワインは「ごむしワイン」ともよばれる。